# Sancha Ximenis de Cabrera
Sancha Ximenis de Cabrera, hija de Bernardo IV de Cabrera, vizconde de Cabrera y conde de Módica y de Timbor de Prades.
Casada en 1408 con Arquimbau de Foix, señor de Noailles, pagando su padre una dote de 16.000 florines de oro. Quedó viuda en el año 1419. Se cree que por su relación con la corte de Borgoña entró en contacto con el arte y fue lo que le indujo a comprar una capilla en la Catedral de Barcelona, entonces en construcción, en 1431 pagó la cantidad de 300 florines y se le hizo la cesión al año siguiente de la capilla de Santa Clara y Santa Catalina (en la actualidad de los Santos Cosme y Damián).
Encargó la realización del sepulcro a Pere Oller, una de las obras más importantes de dicho escultor.
En su testamento, datado el 1 de febrero de 1471, pide ser enterrada en la catedral de Barcelona, en la capilla de Santa Clara, vestida de negro y con cordón franciscano, y entre otras donaciones de su fortuna, nombra herederos universales al Hospital de la Santa Cruz y a la Pía Almonia de la catedral.
Murió en Barcelona en el año 1474.